# Kasumi (1937)
Kasumi (jap. 霞 Kasumi) – japoński niszczyciel typu Asashio z okresu II wojny światowej. 
Okręt zbudowano w stoczni Uraga Dock. Położenie stępki 1 grudnia 1936, wodowanie 18 listopada 1937, wejście do służby 24 czerwca 1939. Nazwę „Kasumi” nosił także wcześniejszy niszczyciel typu Akatsuki zbudowany w 1902. 

## Służba
W chwili rozpoczęcia II wojny światowej na Pacyfiku służył wraz z bliźniaczym „Arare” w składzie 18. dywizjonu niszczycieli w 1. Zespole Uderzeniowym dokonującym ataku na Pearl Harbor (grudzień 1940). Podczas ataku, wraz z „Arare” osłaniał tankowce floty. Następnie w dniach 20-23 stycznia 1942 osłaniał lotniskowce podczas ataków lotnictwa pokładowego na Rabaul, Kavieng, Lae, Salamaua, 19 lutego podczas ataku na Port Darwin, a 5 marca 1942 na Tjilatjap. Pod koniec marca i w kwietniu 1942 eskortował lotniskowce podczas rajdu na Ocean Indyjski. Brał udział w bitwie pod Midway 3–6 czerwca 1942 w składzie zespołu inwazyjnego, bez starć z przeciwnikiem. Ciężko uszkodzony 5 lipca 1942 koło Kiski (Aleuty) przez amerykański okręt podwodny USS „Growler”, który zatopił wtedy „Arare”. „Kasumi” utracił wtedy dziób i 10 zabitych. Naprawy w Japonii trwały do czerwca 1943. Następnie okręt pełnił zadania eskortowe. Na przełomie grudnia 1943 i stycznia 1944 wzmocniono mu lekkie uzbrojenie przeciwlotnicze kosztem jednej zdjętej wieży z dwoma działami 127 mm. Brał udział w bitwie o Leyte – starciu w cieśninie Surigao 25 października 1944 i ocalał jako jedyny niszczyciel typu Asashio. Pełnił następnie zadania eskortowe, a w grudniu bombardował wyspę Mindoro. Zatopiony 7 kwietnia 1945 na zachód od Nagasaki przez amerykańskie lotnictwo pokładowe, podczas rajdu eskadry wiceadmirała Seiichi Ito w kierunku wyspy Okinawa (operacja Ten-gō).

## Dane techniczne
- zapas paliwa: 500 t.

### Uzbrojenie i wyposażenie
- po wejściu do służby:
  - 6 dział 127 mm w wieżach dwudziałowych (3xII). Długość lufy – L/50 kalibrów, kąt podniesienia 55°
  - 4 działka przeciwlotnicze 25 mm Typ 96 (2xII)
  - 8 wyrzutni torpedowych 610 mm (2xIV) (16 torped)
  - 2 miotacze bomb głębinowych (16 bomb głębinowych)

- od 1943/1944:
  - 4 działa 127 mm (2xII)
  - 15-28 działek przeciwlotniczych Typ 96 25 mm
  - 4 wkm plot 13,2 mm
  - 8 wyrzutni torpedowych 610 mm (2xIV) (8 torped)
  - 4 miotacze bomb głębinowych (36 bomb głębinowych)